# Büdelsdorf
Büdelsdorf (dänisch Bydelstorp, plattdeutsch: Büdelsdörp) ist eine Stadt in Schleswig-Holstein am Nord-Ostsee-Kanal, direkt nördlich von Rendsburg und gehört zum Kreis Rendsburg-Eckernförde.

## Geografie
Büdelsdorf liegt an der nördlichen Seite der Eider und des Nord-Ostsee-Kanals inmitten Schleswig-Holsteins und grenzt direkt an die Kreisstadt Rendsburg. In Büdelsdorf gibt es einen Hafen und die beiden Bundesautobahnen A 7 (Richtung Hamburg/Flensburg) und A 210 (Richtung Kiel) sind nur wenige Minuten entfernt. Diese geografische Lage führt zu einem stetigen Wachstum der jungen Stadt.

## Geschichte
Die erste Besiedlung in der Umgebung von Büdelsdorf war ein Erdwerk der Trichterbecherkultur, welches vor 3400 v. Chr. datiert wird (siehe hierzu Erdwerk von Büdelsdorf). Sichtbare Zeugen dieser Zeit sind die Dolmen von Büdelsdorf. Aus der Bronzezeit wurde eine etwa um 1500 v. Chr. hergestellte Bronzeschwertklinge gefunden. Es wurden außerdem Siedlungsspuren aus der vorrömischen Eisenzeit um 500 v. Chr. nachgewiesen.
Die Siedlungsursprünge des heutigen Büdelsdorf werden etwa auf 1200 n. Chr. datiert. Verwaltungstechnisch gehörte Büdelsdorf Fræzlæt (Unterverwaltungsgebiet: Kamp), später dem Kreis Eckernförde (1867–1878), dem Kreis Rendsburg (1878–1970) und seit 1970 gehört Büdelsdorf dem Kreis Rendsburg-Eckernförde an. 1779 erhielt Büdelsdorf genaue Ortsgrenzen. Zu dieser Zeit lebten etwa 200 Menschen in Büdelsdorf. Der neue Eiderkanal, der 1784 fertiggestellt wurde, begünstigte die wirtschaftliche Situation Büdelsdorfs.
Die Carlshütte wurde 1827 gegründet. Diese Eisengießerei war damals der erste Industriebetrieb auf der jütischen Halbinsel und hatte um 1850 fast 500, um 1900 schon 1100 und 1965 noch über 2500 Beschäftigte. Die Carlshütte dominierte das wirtschaftliche Geschehen des Ortes über eine sehr lange Zeit.
1895 wurde der Nord-Ostsee-Kanal eröffnet. Um 1900 lebten knapp 3000 Einwohner in Büdelsdorf. Die Einwohnerzahl verdoppelte sich bis 1940 auf 6000 Einwohner. Durch den Zustrom von Heimatvertriebenen nach dem Zweiten Weltkrieg stieg die Einwohnerzahl 1945 auf 9000.
Bei der Reichstagswahl März 1933 stimmten 37,6 % für die NSDAP, 4,0 % für die DNVP, 39,4 % für die SPD und 16,4 % für die KPD bei einer Wahlbeteiligung von 93,6 %. Während es im Rest von Schleswig-Holstein eine deutliche rechte Mehrheit gab, konnte sich hier eine linke Mehrheit behaupten (SPD, KPD).
Die Ahlmann-Carlshütte meldete 1974 ihren ersten Konkurs an. Zehn Jahre darauf, 1984, wurde ein neues Ortszentrum mit Rathaus, Bürgerhaus und Marktplatz gebaut. Im Jahr 1988 erfolgte die Umgemeindung von 1 km² Fläche aus der Nachbargemeinde Borgstedt für ein neues Industrie- und Gewerbegebiet. Die Ahlmann-Carlshütte meldete 1997 ihren zweiten Konkurs an und schloss. 1998 siedelte sich das Telekommunikationsunternehmen mobilcom (heute freenet) an. Hierzu gehört der 100 Meter hohe Sendeturm aus Fertigbeton.
Büdelsdorf erhielt am 1. Januar 2000 das Stadtrecht.

## Religionen
60 % der Büdelsdorfer Bevölkerung sind evangelisch-lutherisch, etwa 5 % katholisch, 32 % gehören keiner öffentlich-rechtlichen Religionsgemeinschaft an.
In der Stadt gibt es zwei evangelische Kirchen, die 1928 erbaute Kreuzkirche in der Kirchenstraße und die 1972 erbaute Auferstehungskirche in der Berliner Straße. Auf der Grenze zwischen Rendsburg und Büdelsdorf wurde 2009 die größte Moschee Schleswig-Holsteins eröffnet.

## Politik

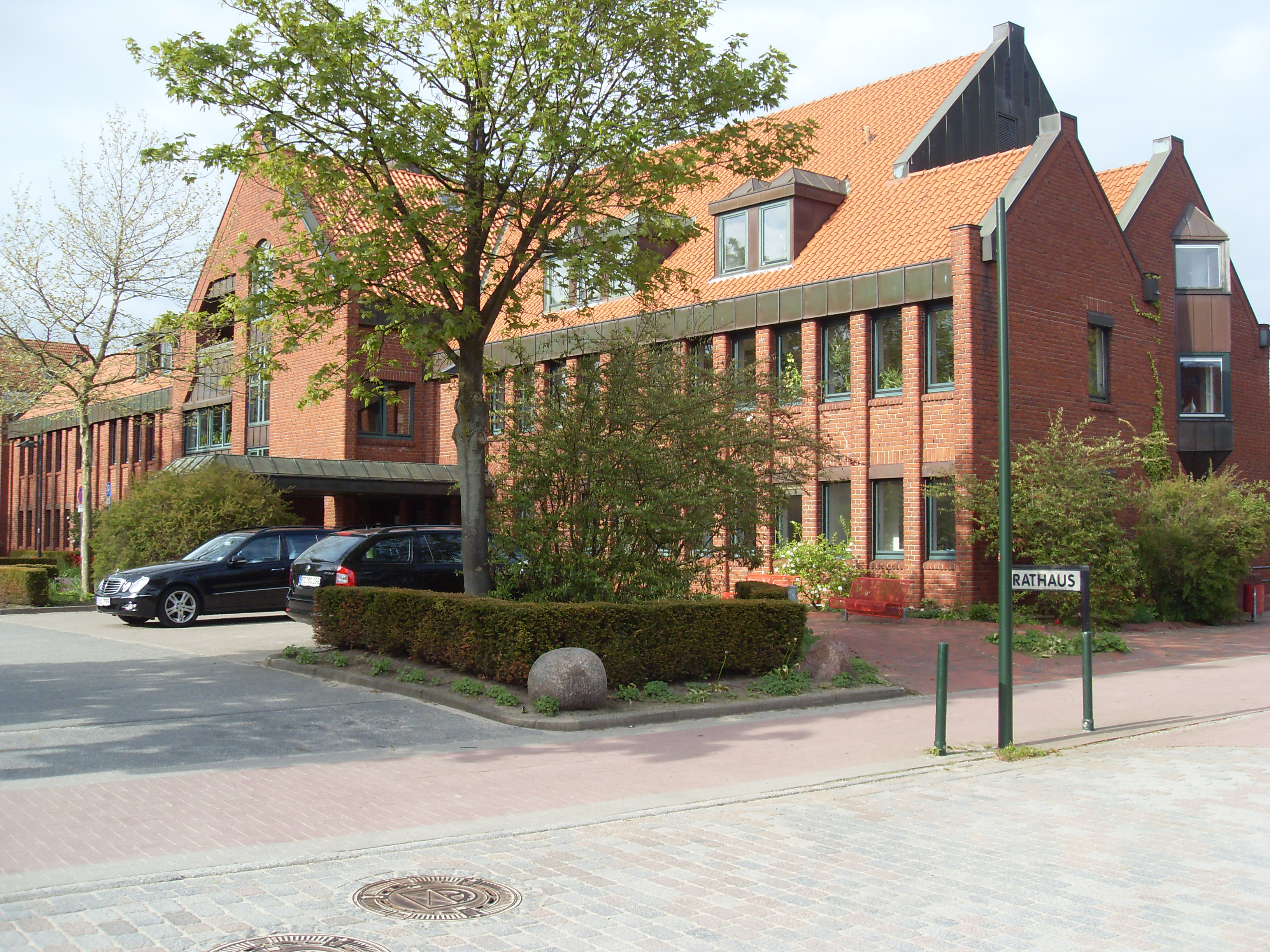
Rathaus von Büdelsdorf

Die Stadtvertretung von Büdelsdorf aus 23 Mitgliedern setzt sich seit der Gemeindewahl am 14. Mai 2023 folgendermaßen zusammen:
| SPD | CDU | BWG* | SSW | FDP | Gesamt   |
| 6   | 8   | 4    | 4   | 1   | 23 Sitze |

* Büdelsdorfer Wählergemeinschaft
Gegenüber der Wahl 2018 hat die SPD zwei Sitze verloren, der SSW zwei Sitze hinzugewonnen, bei den anderen Listen gab es keine Veränderungen bei der Anzahl der Sitze.
Die Stimmenanteile bei der Wahl zeigt nebenstehendes Diagramm.
Bürgervorsteherin ist Maike Wilken (CDU). Sie wurde 2023 für eine zweite Amtsperiode wiedergewählt. Sie folgte 2018 auf Horst Eckert (SPD), der seit Januar 2013 dieses Amt bekleidete.

### Bürgermeister
Seit April 2017 ist der parteilose Rainer Hinrichs Bürgermeister der Stadt Büdelsdorf, er wurde mit 74 % der Stimmen gewählt.
Frühere Bürgermeister waren:
- Herbert Schütt[10], SPD (1974–2001)[11]
- Jürgen Hein, parteilos (2001–2017)[12]
- Rainer Hinrichs, parteilos (seit 2017)

### Wappen
Die Blasonierung des Stadtwappens lautet: „Von Rot und Silber geteilt. Oben miteinander gekreuzt eine Sense und ein Dreschflegel mit goldenen Holz- und silbernen Metallteilen, unten an der Teilungslinie ein unterhalbes schwarzes Zahnrad.“
Das Wappen symbolisiert Landwirtschaft und Industrie. Bis 1827 lebte die Bevölkerung des Orts fast ausschließlich von der Landwirtschaft, die sich in der oberen Hälfte des Wappens widerspiegelt. 1827 wurde die Carlshütte erbaut, die in Büdelsdorf das Industriezeitalter einläutete und in der unteren Hälfte des Wappens symbolisch wiedergegeben wird.

### Partnerstadt
Die ursprüngliche Partnerschaft mit der kleineren Gemeinde Sejlflod in Dänemark ging nach deren Eingemeindung 2007 auf die benachbarte Stadt Aalborg über, mit der auch Rendsburg eine Partnerschaft unterhält.

## Kultur und Sehenswürdigkeiten

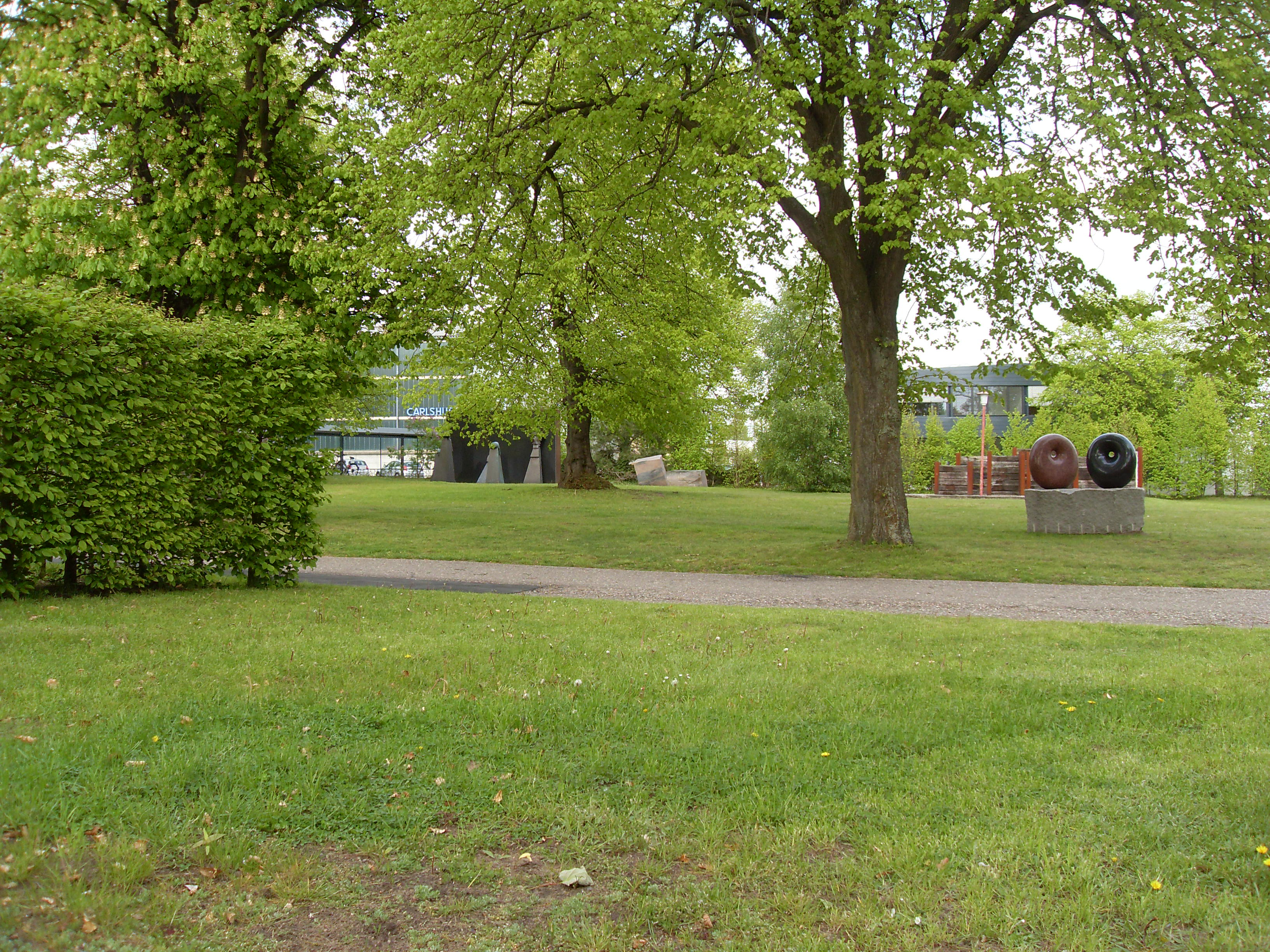
Skulpturenpark im Vordergrund und das Kunst- und Kulturzentrum Kunst in der Carlshütte (KiC) im Hintergrund

### Eisenkunstguss-Museum Büdelsdorf
Büdelsdorf hat 1963 ein Eisenkunstguss-Museum eingerichtet. Die Bestände gingen aus der Sammlung und anschließenden Stiftung durch Käte Ahlmann hervor. Das Museum wird von der Stiftung Schleswig-Holsteinischer Landesmuseen Schloss Gottorf getragen.

### Kunstwerk Carlshütte und NordArt
Auf dem Gelände und in den Hallen der ehemaligen Carlshütte befindet sich das Kunst- und Kulturzentrum Kunstwerk Carlshütte (ehemals KiC), daran angeschlossen befindet sich ein Skulpturenpark. Jährlich von Juni bis September veranstaltet das Kunstwerk die internationale Kunstausstellung NordArt.

### Kulturdenkmale
In der Liste der Kulturdenkmale in Büdelsdorf stehen die in der Denkmalliste des Landes Schleswig-Holstein eingetragenen Kulturdenkmale. Dazu gehört die 1924 erbaute Direktorenvilla der Hollerschen Carlshütte.

### Sport
In Büdelsdorf gibt es ein Naturerlebnisbad, das von einem Förderverein getragen wird. Die größte Sportstätte ist das Eiderstadion, daneben gibt es Turnhallen an allen Schulen.
Die Büdelsdorfer Sportvereine sind der Büdelsdorfer TSV, FT Eider, der Büdelsdorfer Tennisclub, Büdelsdorfer Yachtclub, die DLRG, der SG Athletico, die Tischtennisfreunde Büdelsdorf sowie die Wassersportvereinigung an der Eider.

## Wirtschaft und Infrastruktur
In Büdelsdorf gibt es zwei Gewerbegebiete, den „Gewerbepark Carlshütte“ und das Gewerbegebiet „Fehmarnstraße/Wollinstraße“.

### Ansässige Unternehmen
In Büdelsdorf gibt es diverse Gewerbebetriebe, unter anderem den Bauelementhersteller ACO Ahlmann SE & Co. KG, das Mobilfunkunternehmen Freenet DLS (ehemals mobilcom-debitel GmbH) und die Mecalac Baumaschinen GmbH (ehemals Ahlmann Baumaschinen GmbH). Weiterhin hat der Schleswig-Holsteinische Zeitungsverlag ein Druckzentrum in der Stadt angesiedelt. Ebenso zu den größeren Betrieben am Ort gehören die Vereinigten Asphaltmischwerke, die Baugenossenschaft Mittelholstein eG sowie die Firma Werner Vollert Tiefbau, Kanalsanierung und Entsorgung GmbH & Co. KG.

### Verkehr

#### Straßenanbindung
Büdelsdorf ist durch zwei Bundesautobahnen überregional angebunden, einerseits durch die A 7 von Hamburg nach Flensburg (E 45), Abfahrt Rendsburg/Büdelsdorf, andererseits durch die A 210 von Rendsburg nach Kiel.
Weiterhin kann der Ort über die B 202 von Kiel nach Sankt Peter-Ording, die B 203 von Eckernförde nach Büsum und die B 77 von Itzehoe nach Schleswig erreicht werden.

#### Bahnverbindung
In Büdelsdorf befindet sich die Bahnstrecke Neumünster–Flensburg. Die nächstgelegene Bahnstation ist heute Rendsburg. Im Zusammenhang mit der Einführung eines verdichteten Zugverkehrs zwischen Kiel und Rendsburg gibt es Überlegungen, diese Regionalbahnlinie über die teilweise stillgelegte Bahnstrecke Rendsburg–Husum bis Rendsburg-Seemühlen zu verlängern und in Büdelsdorf wieder eine Bahnstation zu errichten. Anfangs war ein Haltepunkt nördlich der Eckernförder Straße an der Stichstrecke nach Fockbek im Gespräch, später am ursprünglichen Standort südlich dieser Straße, an der auch alle anderen Züge halten könnten. Beide Standorte befinden sich auf dem Gebiet der Stadt Rendsburg.

#### Buslinien
In der Nachbarstadt Rendsburg befindet sich ein zentraler Umsteigepunkt für zahlreiche Überlandlinien, wovon mehrere mit Halten durch das Büdelsdorfer Stadtgebiet führen, so nach Eckernförde oder Gettorf.
Der Stadtverkehr Rendsburg erschließt das Stadtgebiet Büdelsdorf mit den vier Linien 10, 11, 12 und 19.

#### Wasserwege und Häfen
Büdelsdorf ist über die Obereider zu erreichen, ein Sportyachthafen und der Ahlmannkai liegen in der Stadt, der Obereiderhafen Rendsburg ist für Schiffe bis 4,5 m Tiefgang befahrbar. Der Nord-Ostsee-Kanal mit dem Kreishafen in Rendsburg für Schiffe bis 9,5 m Tiefgang bietet eine Containerverladung bis 20 t.

#### Flughäfen
Der nächstgelegene internationale Flughafen ist der in Hamburg-Fuhlsbüttel; einen Regionalflughafen gibt es in Flughafen Lübeck-Blankensee. Ein Verkehrslandeplatz befindet sich südlich des Kanals in Rendsburg-Schachtholm.

### Bildung

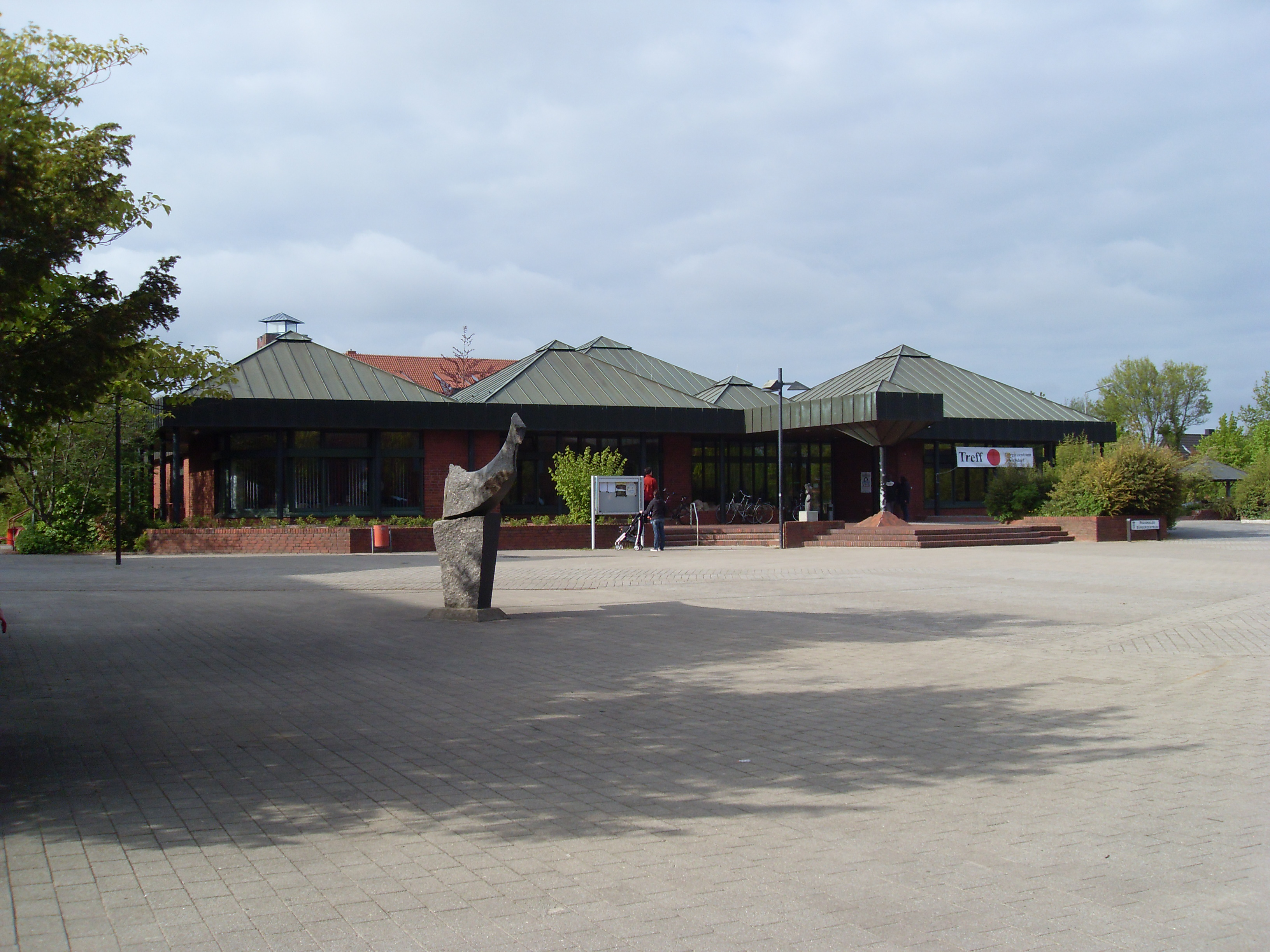
Bürgerzentrum am Rathaus

In Büdelsdorf gibt es insgesamt drei Schulen. Die Astrid-Lindgren-Schule ist eine Grundschule, die aus der ehemaligen Emil-Nolde-Schule und Friedrich-Ebert-Schule gebildet wurde. Die Gemeinschaftsschule Heinrich-Heine-Schule wurde aus der Bertolt-Brecht-Schule (Realschule) und der Klaus-Groth-Schule (Hauptschule) gebildet. Seit dem Schuljahr 2014/15 bietet sie auch eine Oberstufe an. Im Jahr 2010 hat die Privatschule Mittelholstein vorübergehend einen Schulstandort hinter der Emil-Nolde-Schule eröffnet und bot einen Grundschul-Zweig und einen weiterführenden Zweig an.
Weiter gibt es in der Stadt fünf Kindergärten: Die beiden städtischen Kindergärten Lummerland und Liliput, den kirchlichen Kindergarten Kinderarche und zwei dänische Kindergärten (Ejderskolens Børnehave und H.C. Andersen Børnehave).
Das Bürgerzentrum wird seit 2006 von der Rendsburger Volkshochschule Rendsburger Ring e. V. getragen.

## Persönlichkeiten

### Söhne und Töchter der Stadt
- Hermann Frahm (1867–1939), Maschinen- und Schiffbauer
- Emma Meyn (1875–1952), Malerin
- Werner Baerns (1896–1984), Richter, Präsident des OLG Düsseldorf
- Max Steen (1898–1997), Lehrer und Heimatforscher
- Friedrich Grade (1916–2023), Ingenieur und Marineoffizier
- Josef-Severin Ahlmann (1924–2006), Gründer und Gesellschafter der ACO
- Edward Hoop (1925–2008), Pädagoge, Historiker und Kriminalautor (als Paul Henricks)
- Waltraud Elsner (* 1930), Ehrenamtlerin
- Volker Harbs (* 1946), Handball-Nationalspieler
- Dieter Müller-Wichards (* 1946), Naturwissenschaftler und Hochschullehrer, Fachbuchautor
- Michael Koglin (* 1955), Journalist und Schriftsteller
- Jürgen Kropp (* 1955), Autor und Dramaturg
- Holger Dainat (* 1956), Literaturwissenschaftler

### Mit Büdelsdorf verbundene Personen
- Markus Hartwig Holler (1796–1858), Gründer der Carlshütte
- Johann Christian Carsten Meyn (1810–1899), technischer Direktor der Carlshütte
- Käte Ahlmann (1890–1963), Unternehmerin (Ehrenbürgerwürde 1961[18])
- Elisabeth Haseloff (1914–1974), evangelisch-lutherische Pastorin
- Hanns Christian Jessen (* 1919), Konrektor, Schriftsteller und Maler, lebte in Büdelsdorf und war dort Erster Vorsitzender des Freundeskreises Eisenkunstguß-Museum Büdelsdorf[19]
- Rainer Korff (* 1955), General der Bundeswehr
- Felix Levin (* 1958), Schachspieler und Schachtrainer
- Gerhard Delling (* 1959), Sportjournalist

## Sonstiges
Büdelsdorf vermarktet sich unter dem Motto „Die junge Stadt“. In der Stadt findet donnerstags im Zentrum vor dem Rathaus ein Wochenmarkt statt. In der Stadt befindet sich weiterhin das einzige beheizte Naturfreibad Schleswig-Holsteins.